# Bill Cash
William Nigel Paul Cash (né le 10 mai 1940) est un homme politique britannique conservateur qui est député de 1984 à 2024. Il est d'abord élu pour Stafford puis pour Stone dans le Staffordshire en 1997. Il est un eurosceptique de premier plan à la Chambre des communes.
Cash est le fondateur de la campagne référendaire de Maastricht au début des années 1990 et est maintenant le président élu du comité d'examen européen de la Chambre des communes. Il est également vice-président du groupe de pression eurosceptique Conservateurs pour la Grande-Bretagne, et à ce jour, il est l'un des plus fervents critiques de l'Union européenne au sein du Parti conservateur.
Il est nommé chevalier dans le cadre des anniversaires honorifiques 2014 pour les services politiques.

## Éducation
Bill Cash est né à Finsbury, à Londres, dans une famille politique, qui comprend sept députés libéraux, dont John Bright,.
Il grandit à Sheffield et fait ses études au Stonyhurst College dans le Lancashire avant de fréquenter le Lincoln College d'Oxford, où il obtient une maîtrise en histoire. Il obtient son diplôme en 1967 et, depuis 1979, exerce la profession d'avocat à son propre compte.

## Famille
Cash épouse Bridget Mary Lee à la chapelle du château de Wardour dans le Wiltshire le 16 octobre 1965 et ils ont 2 fils et une fille. Son fils est le journaliste William Cash, qui vit à Upton Cressett Hall, près de Bridgnorth, Shropshire et est marié à la modiste Laura Cathcart, fille de Charles Cathcart (7e comte Cathcart) avec qui il a une fille, Cosima, et fils, Rex.
Avec sa femme, Bill Cash restaure Upton Cressett Hall dans les années 1970. Le manoir est ensuite élu destination patrimoniale du "meilleur joyau caché" du Royaume-Uni lors des Hudson's Heritage Awards 2011.
Il est un cousin éloigné du chanteur de musique country Johnny Cash.

## Parlement
Cash est élu au Parlement en 1984, comme député de Stafford lors d'une élection partielle en mai à la suite du décès de Hugh Fraser. Depuis l'élection de 1997, il est député de Stone, Staffordshire.
Il est président de divers comités parlementaires. Il est élu sans opposition à la présidence du comité d'examen européen le 8 septembre 2010  et est membre du comité restreint sur la législation européenne depuis 1985. Cash est élu président de la commission d'arrière-ban conservateur sur les affaires européennes (1989-1991).
Cash est connu comme un eurosceptique virulent. Il est décrit par Kenneth Clarke comme le député le plus «eurosceptique». Dans le livre de l'historien Robert Blake intitulé Le Parti conservateur: de Peel à Major, Cash est décrit comme le chef des eurosceptiques pendant la rébellion de Maastricht et comme étant "infatigable... un avocat constitutionnel d'une grande expertise" .
La "rébellion de Maastricht" a lieu au début des années 1990 et atteint son apogée en 1993. Les députés du parti conservateur au pouvoir refusent de soutenir le gouvernement de John Major lors des votes à la Chambre des communes sur la question de la mise en œuvre du traité de Maastricht (traité sur l'Union européenne) dans le droit britannique. C'est un événement majeur du second mandat troublé de John Major en tant que Premier ministre (1992–1997). Le parti de Major a une petite majorité, ce qui donne une grande influence à un nombre relativement restreint de rebelles: par exemple, il y avait 22 rebelles en deuxième lecture du projet de loi des Communautés européennes en mai 1992, et la majorité est de 18. La rébellion (comme Major se plaignit plus tard dans ses mémoires) avait le soutien de l'ancien premier ministre Margaret Thatcher et de Norman Tebbit. Thatcher déclare dans un discours à la Chambre des Lords qu'elle "n'aurait jamais pu signer ce traité" et que c'est "une recette pour le suicide national" .
En 1993, Cash fonde et reste président de la Fondation européenne eurosceptique créée lors de la rébellion de Maastricht, dont il organise le financement. De 1994 à 1995, Cash est membre du groupe Tindemans. Il est secrétaire du Forum européen de la réforme et vice-président du Bureau conservateur des petites entreprises .
Après que son collègue rebelle de Maastricht, Iain Duncan Smith soit devenu le chef des conservateurs, Cash est nommé au poste de procureur général de l'ombre en 2001, et en 2003, il est secrétaire d'État fantôme aux affaires constitutionnelles, mais il retourne aux arrière-bancs plus tard cette année-là après que Duncan Smith ait été évincé de son poste de chef du parti.

## Ouvrages
En novembre 2011, Cash publie une biographie de John Bright, qu'il décrit comme "l'un des plus grands parlementaires de tous les temps", pour coïncider avec le 200e anniversaire de la naissance de Bright.
En plus de ses écrits historiques, Cash publie un certain nombre de livres, de brochures et d'essais sur les relations de la Grande-Bretagne avec l'Union européenne et le mouvement eurosceptique : It's the EU, Stupid (2011), The Challenge for the Conservative Party: The future for Britain and Europe (2004), Associated, Not Absorbed: The Associated European Area: a constructive alternative to a single European state (2000), Visions of Europe (Duckworth, 1993) et Against a Federal Europe: The Battle for Britain (Duckworth, 1991). L'exactitude de l'un des articles de journaux de Cash sur l'UE a été remise en question par la Commission européenne, qui a déclaré qu'il contenait "des inexactitudes et des déclarations trompeuses".

## Scandale des dépenses
Le 28 mai 2009, Cash est accusé d'avoir réclamé 15 000 £ qu'il a versé à sa fille, Laetitia Cash, une candidate conservatrice potentielle, comme loyer pour un appartement de Notting Hill, alors qu'il a son propre appartement à quelques kilomètres de là, dans lequel son fils Sam Cash loge gratuitement. Le lendemain, Cash annonce qu'il accepte de rembourser mais rejette les appels à la démission et déclare qu'il espère obtenir une audition équitable. David Cameron aurait ordonné à Cash de coopérer ou risquerait d'être exclu du groupe conservateur.
Cash fait face à un vote de censure au scrutin secret par son parti de circonscription le 2 juillet 2009. Il est cependant réélu avec le soutien de plus de 98% des voix. Cash reçoit également une lettre personnelle de soutien du chef conservateur Cameron avant la réunion, remerciant Cash pour «la contribution inlassable que vous apportez aux travaux du Parlement. Vous avez une longue expérience au service de vos électeurs avec engagement et intégrité. " Kennedy, le juge d'appel, écrit dans sa lettre à Cash : «À mon avis, il y a des raisons spéciales pour lesquelles il ne serait pas juste et équitable d'exiger le remboursement de quelque argent que ce soit. C'est qu'en 2004-2005, vous avez payé un loyer pour un logement. Ce loyer était recouvrable en vertu des Règles telles qu'elles existaient à l'époque, à moins qu'il n'y ait une preuve d'irrégularité. Il n'y a aucune preuve de ce genre dans votre cas. ".